# دراگوولیچی
دراگوولیچی (به لاتین: Dragovoljići) یک منطقهٔ مسکونی در مونته‌نگرو است که در شهرداری نیکشیچ واقع شده‌است. دراگوولیچی ۳۷۰ نفر جمعیت دارد.